# Fabronia macroblepharis
Fabronia macroblepharis är en bladmossart som beskrevs av Schwaegrichen 1828. Fabronia macroblepharis ingår i släktet Fabronia och familjen Fabroniaceae. Inga underarter finns listade i Catalogue of Life.